# 山本梓
山本梓（1981年4月24日—）是日本一名泳裝女優、女演員，由于有著天使臉孔并拍摄众多比基尼泳衣写真，在日本男性中具有相当知名度。
2014年與旅星日籍商人梶原吉広結婚，婚後定居新加坡，11月5日宣布懷第一胎，12月20日產下一子。

## 作品

### 電視劇
- （2001年）
- 《忍風戰隊破裏劍者》飾 （2002年）
- 《Stand Up!!》（2003年）
- 《功名十字路》飾 （2006年）
- 《新白色之戀》

## 外部連結
- （日語）山本梓私人官方博客 （页面存档备份，存于）
- （日語）Tommy's Artist Company